# ヘルマン・カールステン (植物学者)

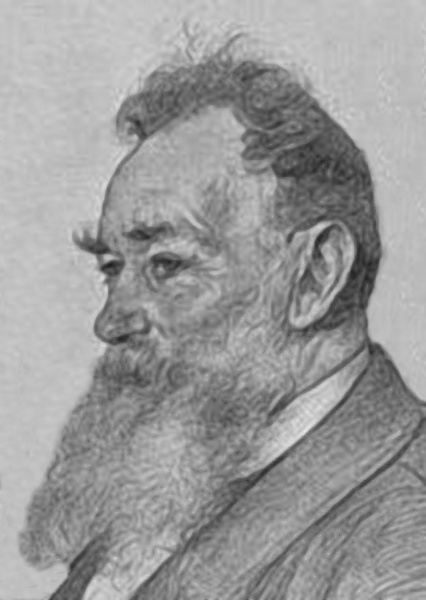
ヘルマン・カールステン（1894年）

ヘルマン・カールステン（Hermann Karsten 、Karl Hermann Gustav Karsten もしくはGustav Karl Wilhelm Hermann Karsten、1817年11月6日 - 1908年7月10日）は、ドイツの植物学者、地質学者である。

## 生涯
プロイセン王国ポンメルン州シュトラールズントでうまれた。多くの学者を輩出した家系で、祖父は農業科学者のローレンツ・カールステン（Lorenz Karsten :1751-1829）であり、いとこに同名の鉱物学者、ヘルマン・カールステン（Hermann Karsten：1809-1877）と物理学者のグスタフ・カールステン（Gustav Karsten :1820-1900）がいる。ロストック大学、ベルリン大学で学び、1843年から1847年までと、1848年から1856年の間、ベネズエラ、ヌエバ・グラナダ、エクアドル、コロンビアで研究し、その後、ベルリン大学で植物学の非常勤教授となり、1868年からウィーン大学の植物学教授を務めた。その後、スイスやベルリンで暮らし、ベルリンに植物生理学研究所を設立した。
主に熱帯植物の植物解剖学の分野で働き、著書に『植物細胞の化学』（"hemismus der Pflanzenzelle"）などがある。

## 著作
- Florae Columbiae ..., 1859-1869.
- Chemismus der Pflanzenzelle, 1869.
- Deutsche Flora. Pharmaceutisch-medicinische Botanik, 1880-1883.